# Johann Konrad Dippel
Johann Konrad Dippel, även känd som Christianus Demócritus, född 10 augusti 1673 i Niederbeerbach, död 25 april 1734 i Berleburg, var en tysk läkare, teolog och alkemist.
Radikalpietismens definitiva genombrott i Sverige anses allmänt inlett med hans vistelser i Stockholm åren 1726–1728. Dippel var Gottfried Arnolds mest radikala lärjunge och både originell och högt begåvad. Från att ha varit en ivrig försvarare av ortodoxin, gick han efter bekantskap med Philipp Jakob Spener och Arnold över till pietismen. Dippel blev 1711 medicine doktor i Leiden, men slog sig därefter ned i Altona. Han dömdes där till livstids fängelse för sina angivelser mot den danska ståthållaren och satt 7 år fängslad på Hammershus. 1726 kom han till Sverige och blev uppburen i adliga kretsar, och konsulterades bland annat av Fredrik I. Här påbörjade han sitt huvudarbete, Vera demonstratio evangelica, innan han 1728 utvisades till Tyskland.
Dippel skrev voluminöst och samlade både anhängare och fiender var han än befann sig. Hans inflytande, kyrkohistoriskt betecknat som dippelianismen, var stort både i Sverige och Finland. I Stockholm gav han upphov till en stark kyrkofientlig stämning som bland annat gav upphov till gråkoltarrörelsen år 1731.
Som alkemist och läkare var Dippel tämligen framgångsrik och lyckades bland annat framställa ett för medicinskt bruk betydelsefullt stimulantium för nervsystemet som länge gick under namnet Dippels olja.